# Plusia venusta
Plusia venusta là một loài bướm đêm trong họ Noctuidae.